# Церковь Благовещения Пресвятой Богородицы (Новосибирск)
Церковь Благовещения Пресвятой Богородицы — православная церковь в Советском районе Новосибирска (микрорайон Шлюз).

## История
29 марта 2000 года началась постройка церкви.
30 марта 2001 года протоиерей Александр Реморов и настоятель Сергий Якушкин провели малое освящение храма, а 1 апреля этого года в нём состоялось первое богослужение.
Летом 2001 года проходили различные работы: отделка барабана, покраска церковной крыши, утепление котельной, обустройство территории.
21 августа 2001 года храм был подключён к телефонной сети, 21 ноября этого года к церкви провели водопровод.
7 апреля 2002 года впервые раздался звон церковных колоколов.